# マダガスカル人

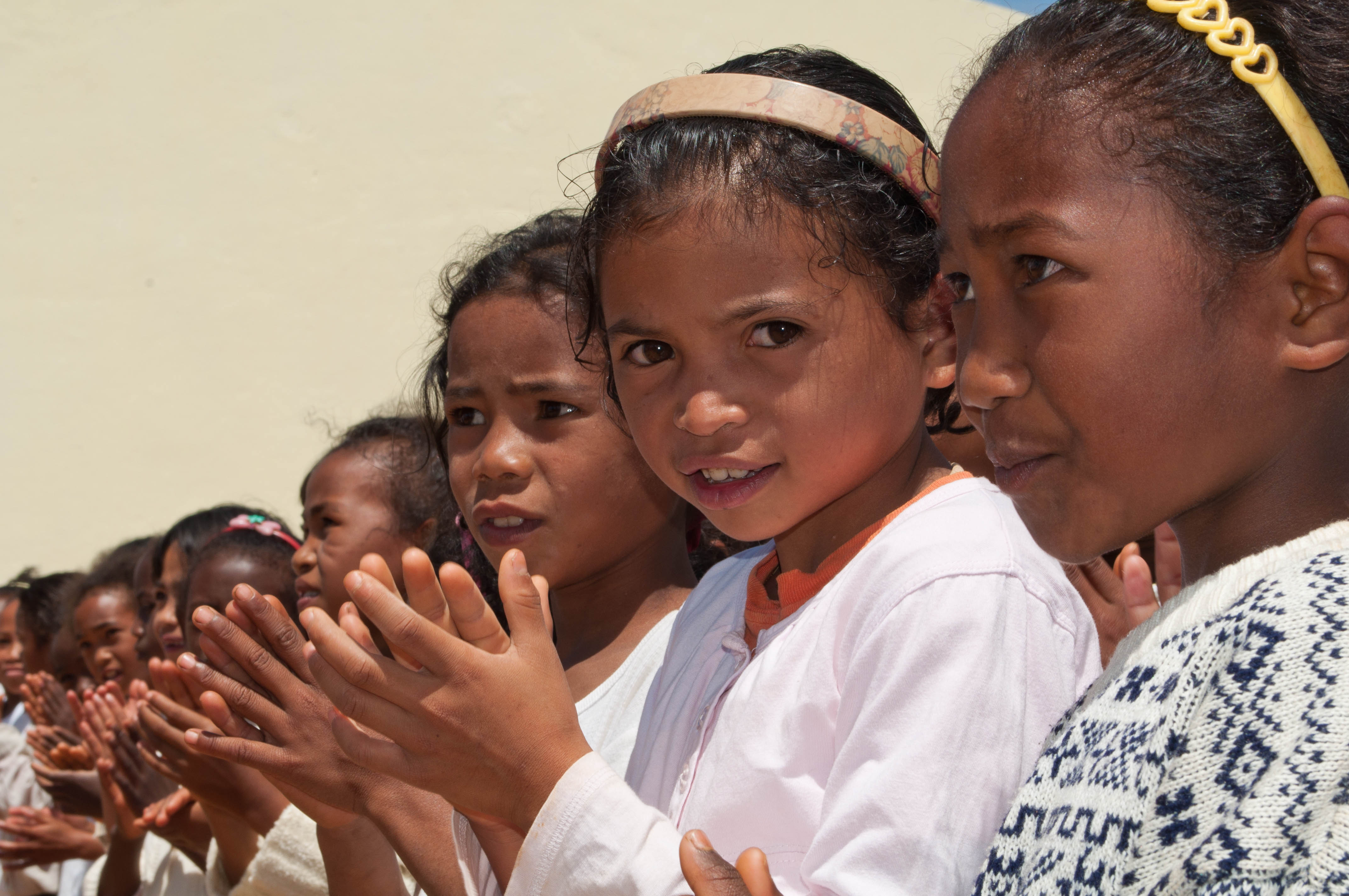
メリナ人の子供

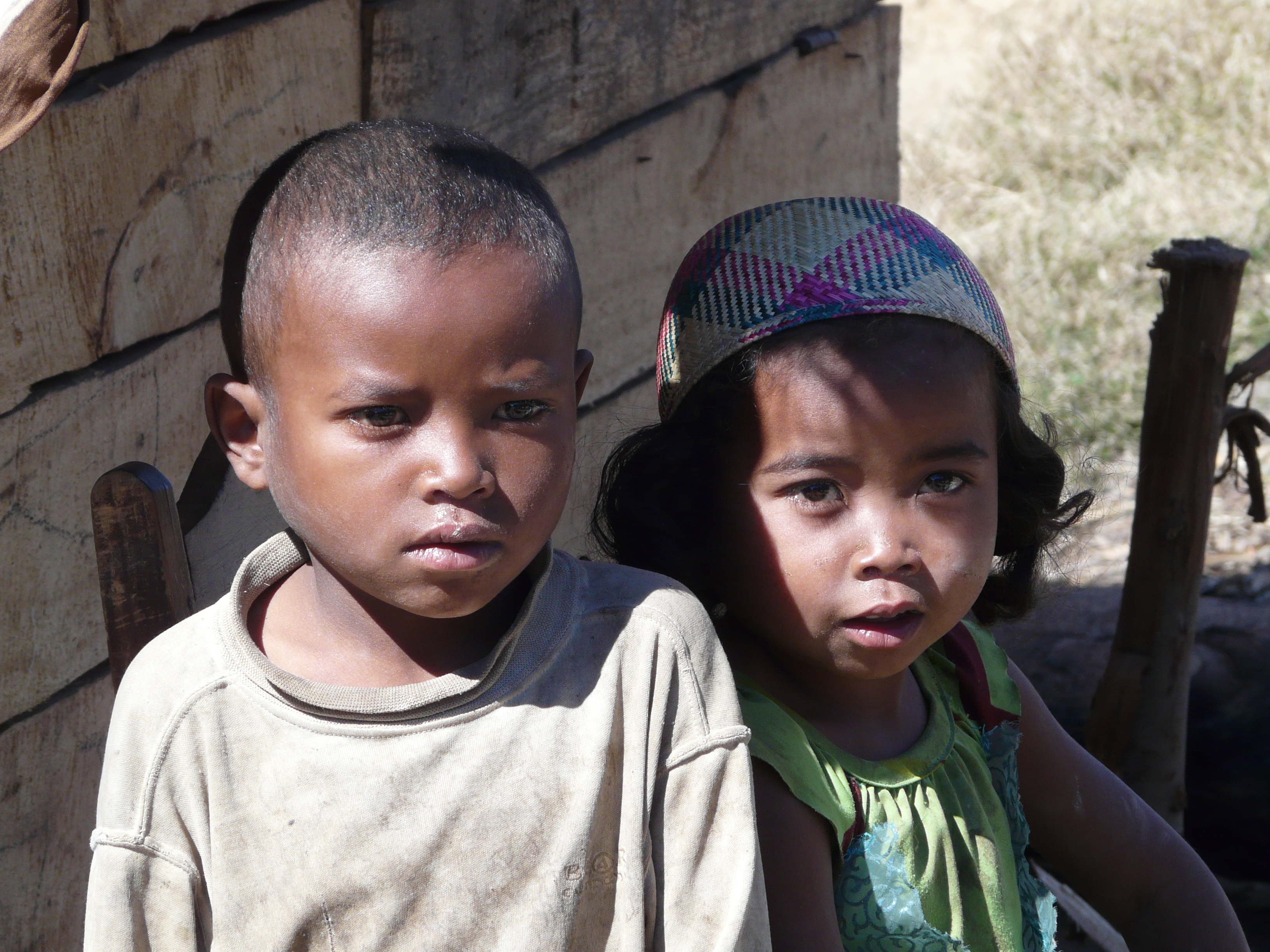
ベツィレウ人の子供

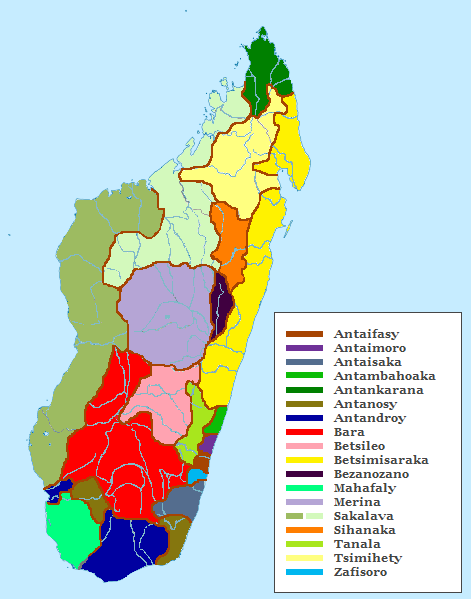
マダガスカルの民族分布

マダガスカル人 (英語: Malagasy,フランス語: Malgache)はマダガスカルの先住民族である。同国の人口のほぼすべてを占める。高地民族（メリナ人など）と海岸部民族（サカラヴァ人など）に大別される。これは入植の歴史的経緯に起源を有するものである。3世紀から10世紀の間にボルネオからオーストロネシア人がアウトリガー着きカヌーに乗ってやってきてマダガスカル島の中央高地部に定着した。彼らはそこで東南アジアからもたらした稲作を行った。その後、東アフリカから多くの移民（ネグロイド）がやってきて、未居住地であった海岸部に王国を築いた。従って、マダガスカル人はモンゴロイド（および僅かなオーストラロイド）とネグロイドの混血である。

## 民族一覧
- 高地民族
  - メリナ人
  - シハナカ人（英語版）
  - ベツィレウ人
    - ザフィマニリ

- 海岸部民族 
  - アンタイファシー人（英語版）
  - アンタイモロ人（英語版）
  - アンタイサカ人（英語版）
  - アンタマホアカ人（英語版）
  - アンタンドロイ人（英語版）
  - アンタンカラナ人（英語版）
  - アンタノシ人（英語版）
  - バラ人（英語版）
  - ベツィミサラカ人
  - ベザノザノ人（英語版）
  - マハファリ人（英語版）
  - マコア人（英語版）
  - ミケア人
  - サカラヴァ人
  - タナラ人（英語版）
  - ツィミヘティ人
  - ヴェゾ人（英語版）

## 遺伝子
マダガスカル人のY染色体ハプログループは東アジア由来のO系統と東アフリカ由来のE1b1a系統が34.3%ずつみられる。